# Francesc Micó
Francesc Micó (Vic, 1528 - Barcelona, 1592?) va ser un metge i botànic català. Batejat el 28 de maig del 1528, els seus pares eren Caterina i Antoni i els seus padrins el canonge Francesc Vivet i Esperança Prat. Va estudiar medicina a Salamanca amb el catedràtic d'Anatomia Cosme de Medina, que era deixeble del valencià Lluís Collado, el qual s'havia format com a anatomista amb Andreas Vesal. Va completar la seva formació en els hospitals del Monestir de Guadalupe, a Extremadura, on va coincidir amb Francisco Hernández de Toledo, a qui acompanyava en excursions botàniques per la regió.
Micó va exercí com a metge a Barcelona, on consta que era membre del Col·legi de Doctors des de 1564. Sense deixar d'exercir la medicina, va dedicar-se a l'estudi de la flora catalana. Va herboritzar força per Catalunya, especialment per les muntanyes de Montserrat el pla de Barcelona i la zona litoral propera. En va descriure una trentena d'espècies botàniques noves, però no ho va fer en cap publicació, sinó que en va informar el metge i botànic francès Jacques Daléchamps, el qual va recollir-les en la seva Historia generalis plantarum (1587). En l'obra de Daléchamps, la principal espècie que s'associa a Micó és l'orella d'ós, coneguda també com herba peluda, borraina, borratja de roca o herba tossera (pel seu ús per a calmar la tos), i hi surt descrita amb el nom Auricula Ursi Myconi. El 1753, Linné va anomenar-la Verbascum myconi i el seu nom oficial actualment és Ramonda myconi; tot i que s'ha reclassificat dins d'un altre gènere, ha mantingut l'epítet myconi de reconeixement a Micó. El seu nom és recordat també en el gènere Miconia, descrit per Ruiz y Pavon a Perú l'any 1794.
Al llibre Alivio de los sedientos, en el qual se trata la necesidad que tenemos de bever frío y refrescado con nieve […] (Barcelona, 1576), Micó tractà sobre la utilització de la neu per refredar les begudes, i la conveniència del consum de begudes fredes des del punt de vista dietètic:
| «                                            | …el beber cálido antes enflaquece y debilita, que no aprovecha, y yo tengo por averiguarlo y creo, que la buena y sana bebida, ha de ser fría, para conservar la sanidad | » |
| — Francesc Micó, Alivio de los sedientos […] | |   |

És un tema que ja havien tractat el xativí Francesc Franco i el sevillà Nicolás Monardes.
Des que es va instal·lar a Barcelona, Francesc Micó hi va viure fins a la seva mort, el 1592.